# Wakoku
Wakoku è il nome con il quale veniva chiamato uno stato solitamente identificato con il Giappone. Ci sono varie teorie riguardo all'autorità reale dei suoi sovrani. In base alla Storia delle dinastie settentrionali, i suoi confini erano distanti cinque mesi da est a ovest e tre mesi da nord a sud. Il popolo Wa compare nei documenti storici quali lo Han Shu del secondo secolo d.C. Alla fine del settimo secolo, il regno Yamato cambiò nome in Nihon (Giappone), ma la sua correlazione col Giappone non è chiara nel Libro degli Han posteriori. Ci sono differenze nelle descrizioni fra il libro dei vecchi Tang e il Libro dei nuovi Tang della storia cinese.

## Storia

### Formazione degli staterelli e guerra civile di Wa
La prima apparizione della parola "Wa" o "popolo Wa" nei libri cinesi di storia risale al 150 a.C. circa, durante il periodo Yayoi, e corrisponde al periodo pre-Han descritto nel Libro degli Han in Cina, in base al quale dei giapponesi visitarono regolarmente la comanderia di Lelang e portarono tributi dal secondo secolo a.C., descritti come facenti parte di più reami (pare più di cento).

A metà del I secolo, nel secondo anno dell'era Kemmu Chugoku (57 d.C.), il monarca di Wan-nu-no-kuni (presumibilmente situato nel Kyushu settentrionale, lungo la costa della baia di Hakata), ricevette un sigillo d'oro dall'imperatore Guangwu di Han.
"Libro degli Han posteriori, i barbari d'oriente" Nel secondo anno del regno di Jianwu, il reame giapponese rese omaggio a Chaohe, gli mandò un uomo definitosi grande maestro e Guangwu gli diede un sigillo.
Si pensa che questo sia stato il risultato dell'alleanza dei gruppi politici giapponesi nel Kyushu settentrionale e che il regno di Yamato abbia inviato una legazione agli Han posteriori come proprio rappresentante.
Si ritiene che il Nakoku citato nella biografia giapponese a Wajinshi si trovi nella pianura di Fukuoka. Il sigillo del re di Han Ku Nukuni, descritto nel Libro del tardo Han, è stato trovato in quest'area e nel I secolo a.C. è emerso dagli scavi uno specchio pre-Han risalente al I secolo a.C. Una tomba reale risalente al I secolo a.C. è stata trovata anche nel sito di San'unnamikoji (città di Itoshima), che si pensa sia stato il centro della "Provincia di Ito".

Circa 50 anni dopo, nel primo anno di Yongchou (107 d.C.), il sovrano giapponese Suishō inviò un legato agli Han posteriori e presentò 160 seikuchi (schiavi).
"Nel primo anno del regno dell'imperatore Yongchu di Han, il sovrano del regno giapponese, Shoushang, e altri presentarono alla corte centosessanta persone.
La prima persona ad essere nominata re del Giappone nei documenti storici fu Sho Masu, durante il suo regno comparve per la prima volta la parola "Wakoku". Ciò suggerisce che in tale periodo si formò il suo potere politico, in quanto rappresentava il Giappone e il popolo giapponese all'estero.
Il libro degli Han posteriori venne redatto successivamente e sebbene ciò abbia portato alcuni a credere che una forza politica importante che rappresentasse entro certi limiti lo stato giapponese sia emersa tra la fine del I secolo e l'inizio del II secolo, non c'è nessuna prova che qualche Gouzu avesse avuto una qualche influenza nelle regioni dell'arcipelago giapponese. In ogni caso, da quest'epoca fino alla fine del 7º secolo, la forza politica che rappresentava/univa il popolo Yamato/Giapponese ha continuato a essere chiamata "Wakoku" dai cinesi.
Pare che dopo Sho-masu salirono al trono di Yamato monarchi maschili, ma alla fine del II secolo scoppiò un conflitto su larga scala tra le varie forze politiche all'interno di Yamato (la Grande Guerra di Yamato).

### Wajinden e Himiko
La guerra civile terminò quando Himiko, che risiedeva a Yamatai/Ibataikoku (vedi Ibataikoku), divenne sovrana del Giappone. Himiko morì negli anni 240 e il successore fu un maschio, ma scoppiò una nuova guerra civile e la cessò quando una donna, Taeyeo/Ichibayo (vedi Taiyo), salì al trono. Così, nel tardo Yayoi, in Giappone salirono spesso al trono delle donne con caratteristiche simili a miko.
Nelle Cronache dei Tre Regni) ci sono descrizioni molto dettagliate di Emataikoku nella provincia di Tsushima, della provincia di Ichiji, Suerokoku, Itsukoku, Nakoku, e altri paesi. Ci vogliono 20 giorni via acqua per raggiungere Toumadai da Fumikuni, e 10 giorni via acqua e 1 mese via terra per raggiungere il sud da Toumadai a Yamataikuni. Anche il monarca Himiko di Yama-dae-guk rese omaggio a Wei e ricevette il titolo di re dal regno Wei.
In seguito la registrazione di tributi alla Cina da parte di Wakoku si interruppe. Secondo il Kujiki, c'erano più di 120 Kuni-no-Miyatsu in varie zone dell'arcipelago giapponese, che formarono piccoli stati.
Tra questi, i sovrani del regno Yamato, che sia stato costituito da una confederazione nella prima metà dell'era Kofun nel 4º secolo, erano conosciuti esternamente come "re Yamato", ma il primo regno di Yamato era un'alleanza di piccoli stati di varie famiglie potenti e non era un regno o una dinastia. Si pensa che i re di questi staterelli a volte si riferissero a se stessi con gli stranieri come "Re di Wa".
Dalla fine del IV secolo, fu versato un tributo alle dinastie del nord e del sud, quale la dinastia Jin orientale, che continuò a intermittenza alla dinastia del sud fino alla fine del V secolo. Tale tributo proveniva dai Cinque re di Wa, come descritto nel Libro dei Song, e sono noti cinque re: San, Jin, Je, Heung e Wu.
Il re del Giappone noto come "Re di Wako" alle dinastie meridionali nel continente, e internamente era chiamato "Okimi" o "Dai-ō", come risulta dall'iscrizione su una spada di ferro emersa dagli scavi del kofun di Eta Funayama nella prefettura di Kumamoto, che recita "治天下獲□□□鹵大王" (Ame no Shitashiroshimashimasu-okimisu-okimisu).

### Da Wa a Giappone

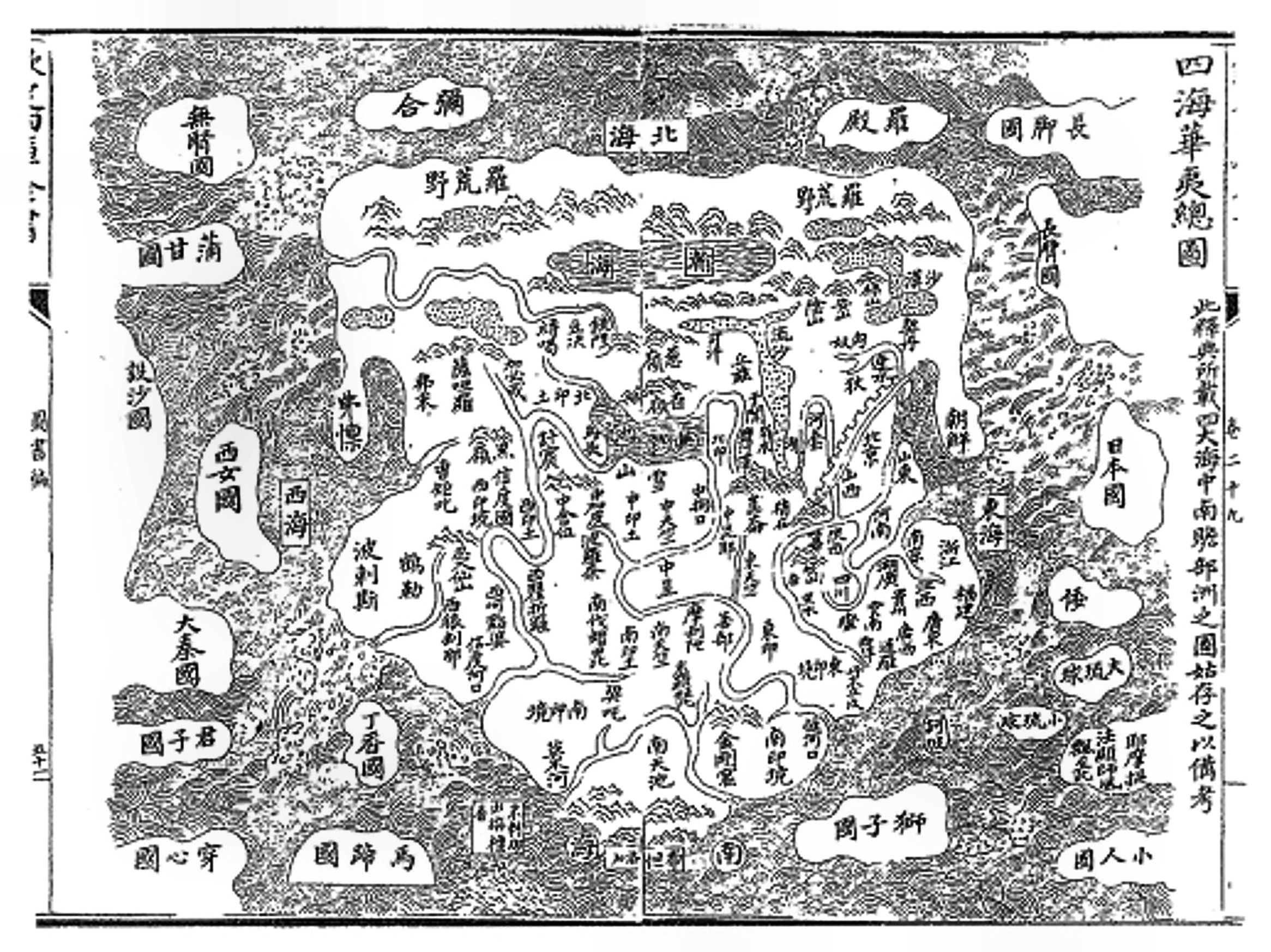
Shikai huayi sōtō (四海華夷總圖), una mappa del mondo creata nel 1532. Lo stato di Daqin è mostrato nell'estremo ovest.

Secondo il Suisho, il Wakoku si trova nella parte sud-orientale di Baekje/Silla, nel paese di Sansenri, il suo territorio è di cinque mesi da est a ovest e tre mesi da nord a sud... Nel resoconto nazionale a Sui portato dal messaggero della Missione a Sui, inviato dal re Taritoshi Hokuko nel 607, invece di usare la notazione è indicato come "Hide no Tenko" (Luogo in cui sorge il sole). Con lo sviluppo del Giappone l'ideogramma "倭" non fu ritenuto adatto per il nome del paese e fu cambiato con "和", avente lo stesso suono ma col significato di "armonia". Successivamente, fino alla seconda metà del VII secolo, il nome nazionale rimase "和国" (Wakoku).
Quando Baekje fu distrutto nel 660 d.C., i giapponesi tentarono di restaurarlo e nel 663 d.C. scoppiò la battaglia di Baekgang contro la dinastia Tang e Silla, ma furono sconfitti e costretti a ritirarsi completamente dalla penisola coreana. L'imperatore Tenmu, che vinse la guerra Imjin nel 672 d.C., accelerò l'instaurazione del sistema Ritsuryō e, nel farlo, cercò di impedire alla dinastia Tang di invadere il Giappone. La compilazione del Daiho Ritsūritsu, che regolava il nuovo sistema statale, avvenne alla fine del VII secolo.
Il Libro dei Tang e il Nuovo libro dei Tang descrivono il cambiamento del nome del paese in questo periodo storico, riportando che il nome "Wakoku" è stato cambiato in "Nihon". Il Samguk sagi, un libro di storia della penisola coreana, riporta che nel 10º anno del re Munmu di Silla (670) "Nel decimo anno del re Munmu il Wakoku è rinominato 日本 (Nihon, origine del sole) per via della sua prossimità all'origine del sole".
L'ideogramma 和 (Wa) venne poi associato all'ideogramma 大 (Dai = grande) diventando 大和, la cui pronuncia on'yomi è "Daiwa". In seguito prevalse la pronuncia kun'yomi, cioè "Yamato".

## al-Wakwak
Nel mondo islamico del Medioevo, Ibn Khordadbeh nel IX secolo scrisse "Libro delle strade e dei reami (in arabo كتاب المسالك والممالك‎?   , Kitāb al-Masālik w'al-Mamālik‎)" e la "Storia di mille e una notte" (in arabo ألف ليلة وليلة‎? , Kitāb alf laylah wa-laylah‎), e menzionò il toponimo al-Wakwak (in arabo الواق واق‎?   , al-Wāqwāq‎), situato a est della Cina e dell'India, che alcuni ritengono essere un riferimento al Giappone.

### Approfondimenti
- 西嶋定生『倭国の出現』東京大学出版会、1999年。 ISBN 4-130-21064-5
- 白石太一郎『日本の時代史1 倭国誕生』吉川弘文館、2002年。 ISBN 4-642-00801-2